# Prodavaonica
Prodavaonica, uvriježeno i trgovina ili turcizam dućan (dükkyan), naziv je za prostorije u kojima se robe ili usluge nude na prodaju u tržišne svrhe. Mogu se dijeliti po nekoliko kriterija, po obliku dostupnosti i preuzimanja robe:
- prodavaonica gdje roba nije dostupna kupcima, nego iza prodajnog pulta stoji jedan ili više prodavača koji poslužuju kupce i naplaćuju robu prije izdavanja. Ovaj je oblik prodaje karakterističan za manje, kvartovske trgovine, koje mogu biti široke namjene, ali i specijalizirane, poput pekarnica, mesnica, novinskih kioska;
- samoposlužna trgovina, gdje je roba dostupna kupcima koji je najčešće stavljaju u košarice ili kolica te prije izlaska plaćaju na blagajnama.

Postoje razne vrste rodavaonica usredotočenih na prodaju određenih skupina predmeta, kao što su primjerice:
- odjeća,
- pokloni,
- športska oprema,
- obuća,
- prehrana,
- namještaj,
- igračke.

Veći objekti u kojima se prodaju različite vrste proizvoda, ovisno o organizacijskoj strukturi nazivaju se trgovački (prodajni) centri, robne kuće ili samoposluge. Brojne prodavaonice dio su trgovačkih lanaca. 